# Sulawesimetopus henryi
Sulawesimetopus henryi – gatunek pluskwiaka z rodziny tasznikowatych i podrodziny Isometopinae. Jedyny z monotypowego rodzaju Sulawesimetopus.

## Taksonomia
Rodzaj i gatunek typowy opisane zostały po raz pierwszy w 2018 roku przez Aleksandra Herczka, Jacka Gorczycę i Artura Taszakowskiego na łamach „ZooKeys”. Jako miejsce typowe wskazano Park Narodowy Bogani Nani Wartabone w indonezyjskiej prowincji Celebes Północny. Nazwa rodzajowa to połączenie nazwy wyspy (Sulawesi) z nazwą rodzaju Isometopus. Z kolei epitet gatunkowy nadano na cześć heteropterologa, Thomasa J. Henryego.

## Morfologia

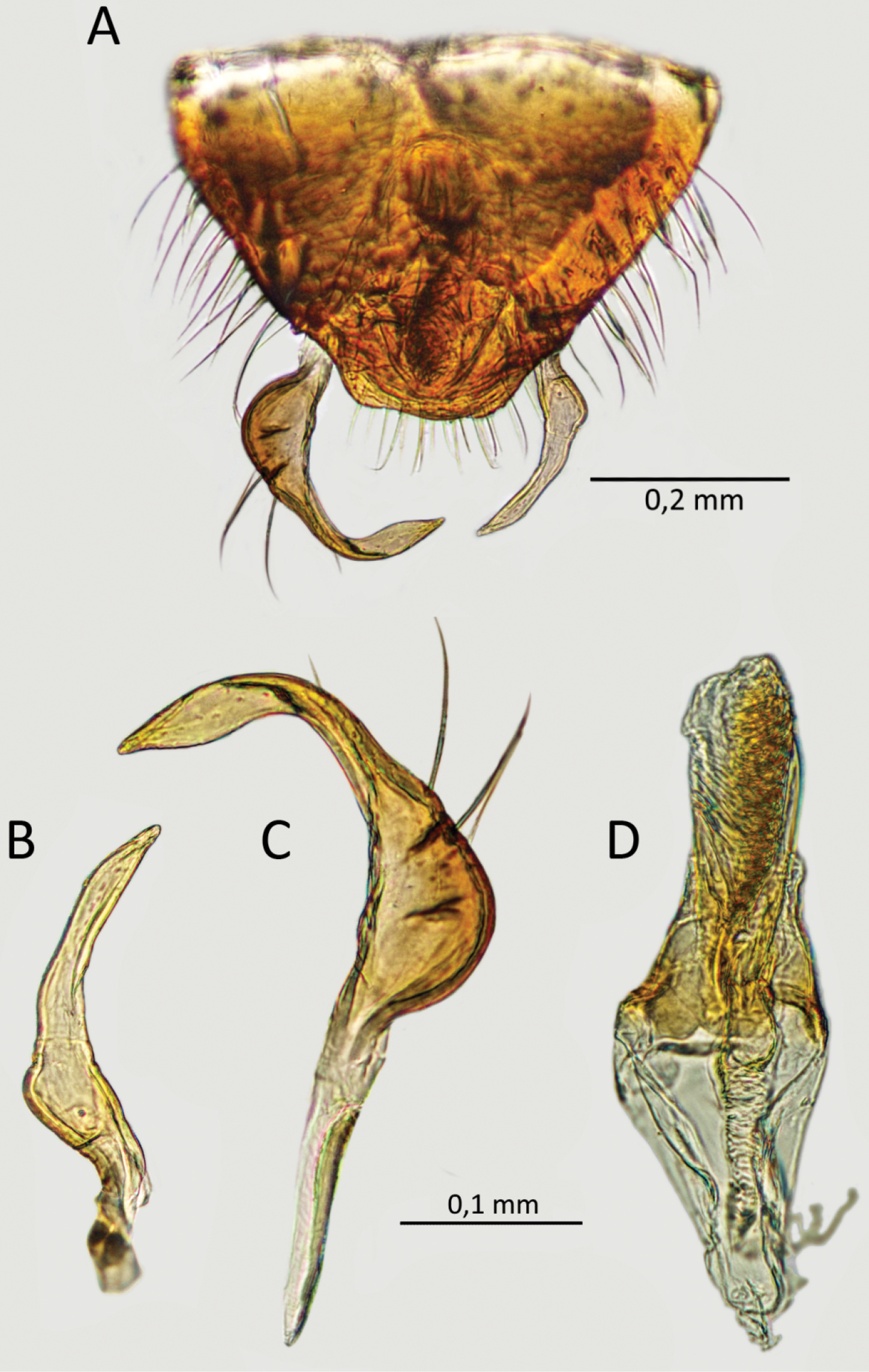
Genitalia samca. A: kapsuła genitalna w widoku grzbietowym, B: lewa paramera, C: prawa paramera, D: edeagus

Pluskwiak o owalnym w zarysie ciele długości między 3 a 3,3 mm i szerokości między 1,3 a 1,6 mm. Oskórek ma głównie błyszcząco ciemnobrązowy, gęsto i głęboko punktowany, równomiernie porośnięty długimi, półwzniesionymi, ciemnobrązowymi szczecinkami. Głowa jest wysoka, z przodu spłaszczona, zaopatrzona w duże, brązowoczerwone oczy złożone, rudą okolicę przyoczek, odsunięte od brzegów oczu dołki czułkowe oraz cienkie czułki o członach pierwszym i drugim żółtawych, trzecim brązowym, a czwartym żółtobrązowym. Kłujka sięga w spoczynku do drugiego segmentu odwłoka. Przedplecze ma wąską obrączkę apikalną, wąskie żeberka boczne, przezroczyste i lekko uniesione krawędzie boczne oraz trochę uwypukloną krawędź tylną. Tarczka jest nabrzmiała, pośrodkowo wykrojona. Półpokrywy mają  jasnoszarą z żółtobrązowymi komórkami zakrywkę. Odnóża mają prawie białe biodra, kasztanowe uda, kasztanowo-białe golenie i dwuczłonowe, białe stopy zwieńczone pazurkami bez ząbków przedwierzchołkowych. Genitalia samca mają paramerę prawą krótką, z nożowatym płatem zmysłowym i drobnokolczastą hipofizą, paramerę lewą dłuższą, kosowatą z wydłużonym wyrostkiem szczytowym o drobnych kolcach pośrodku oraz delikatnej budowy edeagus z woreczkowatą, błoniastą endosomą.

## Rozprzestrzenienie
Owad orientalny, endemiczny dla indonezyjskiej wyspy Celebes, znany tylko z prowincji Celebes Północny. 